# Sapit
Sapit is een bestuurslaag in het regentschap Oost-Lombok van de provincie West-Nusa Tenggara, Indonesië. Sapit telt 3766 inwoners (volkstelling 2010).